# امرالله محمدی جزی
امرالله محمدی جزی (زادهٔ ۱۳۳۷ در گزبرخوار) نمایندهٔ حوزهٔ انتخابیهٔ شاهین‌شهر، میمه و برخوار‎‏ در دورهٔ ششم مجلس شورای اسلامی بوده‌است.